# نائوتو اوشیما
ناوتو اوشیما Naoto Ohshima (大島 直人 Ōshima Naoto) (زاده قوریه 26, 1964) یک هنرمند ژاپنی و طراح بازی‌های ویدیویی است که برای طراحی شخصیت‌های سونیک خارپشت و دکتر اگمن مشهور است. اگرچه یوجی ناکا نسخهٔ نمایشی را خلق کرد که گیم پلی سونیک بر اساس آن بنا شد، ولی نمونه اولیه ناکا توپی بود که فاقد هرگونه ویژگی خاص بود. تیم سونیک قبل از تصمیم‌گیری در مورد طراحی وی، تعداد زیادی طرح حیوانات را در نظر گرفت، ولی جوجه تیغی بهترین گزینه‌ها بود زیرا با مفهوم غلتیدن به سمت دشمنان خوب کار می‌کرد.
اوشیما پس از ترک تیم سونیک، یک شرکت بازی سازی مستقل به نام Artoon تشکیل داد. وی در آنجا به کار بازی‌هایی مانند Pinobee و Blinx: The Time Sweeper و در سال ۲۰۰۴، عاقبت Blinx , Blinx 2: Masters of Time &amp; Space ادامه داد. در سال ۲۰۱۰، آرتون جذب AQ Interactive شد. در همان سال، او و دیگر اعضای اصلی آرتون رفتند تا آرزست را تشکیل دهند. در اوایل کار خود، در تعدادی از بازی‌ها به او لقب «جزیره بزرگ» دادند که ترجمه واقعی نام خانوادگی او است. وی در سال ۲۰۱۰ شرکت آرزست را تأسیس کرد.

## آثار
- Phantasy Star (1987) - طراح
- Space Harrier 3-D (1988) - هنرمند
- SpellCaster (1988) - طراح
- Phantasy Star II (1989) - طراح
- Tommy Lasorda Baseball (1989) - طراح
- آخرین نبرد (۱۹۸۹) - مدیر هنری
- سونیک خارپشت (بازی ویدئویی ۱۹۹۱) - طراحی شخصیت
- هزارتوی Fatal (1991) - طراح
- Sonic CD (1993) - کارگردان
- Knuckles 'Chaotix (1995) - مفهوم شخصیت اصلی
- Sonic 3D Blast (1996) - مشاور
- Nights into Dreams ... (1996) - کارگردان، طراح شخصیت
- شب‌های کریسمس (۱۹۹۶) - کارگردان، طراح شخصیت
- Sonic R (1997) - مشاور گرافیک
- Sonic Jam (1997) - استاد راهنما
- Burning Rangers (1998) - کارگردان، طراح شخصیت، هنرمند
- Sonic Adventure (1998) - طراح
- Pinobee: Wings of Adventure (2001) - کارگردان، طراح شخصیت
- Pinobee and Phoebee (2002) - طراح شخصیت
- The King of Fighters EX: Neo Blood (2002) - مدیر هنری
- Ghost Vibration (2002) - طراح بازی
- Blinx: The Time Sweeper (2002) - کارگردان
- Blinx 2: Masters of Time and Space (2004) - کارگردان
- Yoshi's Universal Gravitation (2004) - تهیه‌کننده
- Yoshi's Island DS (2006) - تهیه‌کننده ارشد
- اژدهای آبی (۲۰۰۶) - تهیه‌کننده اجرایی
- باران خون‌آشام (۲۰۰۷) - تهیه‌کننده
- Away: Shuffle Dungeon (2008) - طراح شخصیت
- FlingSmash (2010) - تهیه‌کننده ارشد
- Yoshi's New Island (2014) - تولیدکننده توسعه
- Terra Battle (2015) - طراح شخصیت
- ماریو و سونیک در بازی‌های المپیک ۲۰۱۶ ریو (۲۰۱۶) - استاد راهنما
- سلام پیکمین (۲۰۱۷) - تولیدکننده توسعه
- Balan Wonderworld (2021) - طراح شخصیت